# Dick Berlijn
Dick Lodewijk Berlijn (Amsterdam, 18 maart 1950) is een Nederlands generaal buiten dienst. Van 2005 tot en met 17 april 2008 was hij Commandant der Strijdkrachten (CDS). Hij werd opgevolgd door generaal Peter van Uhm. 

## Levensloop

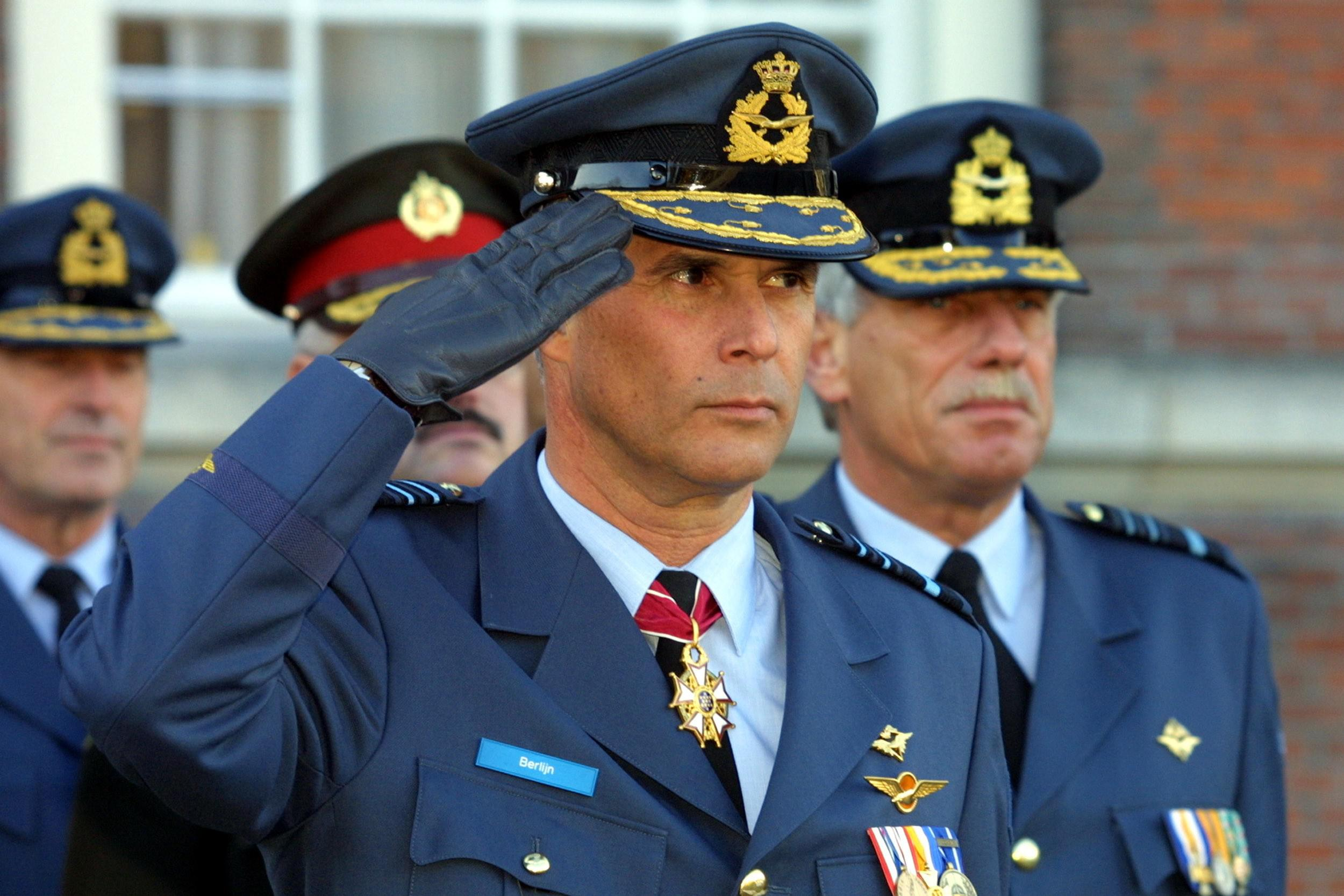
Berlijn als Bevelhebber der Luchtstrijdkrachten

In 1969 begon Berlijn zijn militaire loopbaan aan de Koninklijke Militaire Academie in Breda. In 1973 begon hij aan zijn militaire vliegopleiding, die hij in 1975 afrondde. Berlijn werd opgeleid voor het vliegen van de Canadair NF-5, en later de F-104 Starfighter en de F-16. Berlijn was een van de zes Starfighter-piloten die op 11 juni 1977 overvlogen bij de treinkaping bij De Punt. Hij werd ook opgeleid tot wapeninstructeur. Dick Berlijn heeft op het VVD-congres in Rosmalen in mei 2009 openlijk zijn steun gegeven aan Hans van Baalen, Europees lijsttrekker van de VVD.
Hij vervulde vanaf 1983 achtereenvolgens de functies van:
- Officier Operatiën op vliegbasis Leeuwarden.
- Commandant van de Transitie en Conversie Afdeling op vliegbasis Leeuwarden.
- Lid van het Ready Team (begeleiding van het 315-squadron bij de conversie van de NF-5 naar de F-16).
- In 1987 was hij supervisor van de Fighter Weapon Instruction Training (FWIT) in Denemarken, een specialistische wapenopleiding voor gevorderde jachtvliegers.
- In 1988 volgde plaatsing bij het Commando Tactische Luchtstrijdkrachten als Hoofd Kantoor Wapen Systemen.
- Van 1989 tot 1991 volgde hij de cursus Hogere Stafvorming bij de Luchtmacht Stafschool. Hierna volgde plaatsing als hoofd Sectie Operatiën Trainingen (HSOT) bij de Luchtmachtstaf.
- Vanaf augustus 1992 was luitenant-kolonel Berlijn Chef Vliegdienst op de Vliegbasis Twenthe.
- In 1993 werd hij uitgezonden als commandant van het F-16 detachement dat vanuit de luchtmachtbasis bij Villafranca in Italië deelnam aan de vredesoperaties in voormalig Joegoslavië.
- In 1994 werd hij hoofd Afdeling Jachtvliegtuig Operatiën Koninklijke Luchtmacht.
- In 1995 werd hij sous-chef Operatiën in de rang van commodore bij de Defensiestaf op het ministerie.
- In november 1998 werd hij commandant Tactische Luchtmacht en gelijktijdig bevorderd tot generaal-majoor.
- Op 24 maart 2000 werd hij bevelhebber der Luchtstrijdkrachten, als opvolger van luitenant-generaal Ben Droste en bevorderd tot luitenant-generaal.
- Op 24 juni 2004 werd hij bevorderd tot generaal en benoemd tot Chef Defensiestaf (CDS).
- Vanaf 5 september 2005 was hij als Commandant der Strijdkrachten belast met het bevel over de krijgsmacht. Vanuit die functie voerde hij de eenhoofdige militaire leiding over de operationele commandanten van de zee-, land-, en luchtstrijdkrachten
- Op 23 december 2007 kondigde Berlijn in het televisieprogramma Buitenhof aan dat hij in april 2008 de krijgsmacht zou verlaten. Op 11 januari 2008 werd door de Ministerraad luitenant-generaal Peter van Uhm tot zijn opvolger benoemd.
- Op 17 april 2008 werd Dick Berlijn officieel door minister Eimert van Middelkoop (Defensie) afgezwaaid van zijn functie als CDS en als militair. Tegelijkertijd werd hij benoemd tot adjudant in buitengewone dienst van de Koningin en tot Commandeur in de Orde van Oranje-Nassau met de zwaarden.
- Op 21 april 2008 werd "Niet opkloten!" uitgezonden door Tegenlicht bij de VPRO. Dick Berlijn liet zich enkele maanden intensief met de camera volgen door filmmakers Kees Brouwer en Edmond Hofland. Dit leverde een openhartig portret op van de CDS in zijn laatste maanden in functie.
- Na zijn afscheid als commandant der Strijdkrachten maakte hij in de zomer van 2008 op 58-jarige leeftijd een fietstocht naar de Spaanse bedevaartplaats Santiago de Compostela.[1]

Dick Berlijn is adjudant in buitengewone dienst van de koningin en onder andere Senior Board Advisor bij Deloitte. Daarnaast was hij onder anderen lid van de Raad van Commissarissen van Thales Nederland en lid van de Internationale Adviesraad van Koninklijke Ten Cate. Hij is thans associatie partner bij FGS Global en adviseert cyber security organisatie MMOx en TeledyneFlir. 

### Familie
Berlijns grootmoeder Sophie Stein was een bekend actrice en cabaretière. Zijn vader Dick Berlijn sr. was ook generaal bij de Koninklijke Luchtmacht en squadroncommandant bij het No. 18 (Netherlands East Indies) Squadron. Commodore Peter Berlijn is de broer van Dick jr. en was net als zijn vader en broer jachtvlieger bij de Koninklijke Luchtmacht.

## Onderscheidingen
- Commandeur in de Orde van Oranje-Nassau met de Zwaarden
- Herinneringsmedaille Multinationale Vredesoperaties (Operatie Deny Flight)
- Officierskruis
- Huwelijksmedaille 2002
- Kruis voor betoonde marsvaardigheid
- NAVO medaille met gesp 'Former Yugoslavia'
- Commandeur in het Legioen van Verdienste
- Commandeur in het Legioen van Eer

## Voetnoten
1. ↑  Monic Slingerland Dick Berlijn: Fietsend mijn harde schijf leegmaken in dagblad Trouw, katern deVerdieping zaterdag 18 oktober 2008, pag.8/9.